# الکترو (مارول کمیکس)
الکترو (به انگلیسی: Electro) یک شخصیت تخیلی و ابرتبه‌کارانه در کتاب‌های کامیک می‌باشد. این کاراکتر به دست استن لی و استیو دیتکو خلق شده و در مرد-عنکبوتی شگفت‌انگیز شماره ۹ام (فوریه ۱۹۶۴) معرفی شد. این شخصیت که دشمن مرد عنکبوتی است، قدرت خود را زمانی به دست آورد که در خطوط برق کار می‌کرد مورد اصابت صاعقه قرار گرفت. در سال ۲۰۰۹، الکترو از طرف آی‌جی‌ان در رتبهٔ ۸۷ام را در لیست «برترین ابرتبه‌کاران تاریخ کتاب‌های مصور» قرار گرفت.
وی همچنین عضو گروه‌های خلافکارانه‌ای چون شش فاسد، فرستادگان شیطان، چهار وحشتناک، دوازده فاسد و نابودکنندگان می‌باشد.
جدا از کتاب‌های کامیک، شرکت مارول از الکترو در دیگر کالاهای خود از جمله پوشاک، اسباب‌بازی، ورق بازی، انیمیشن‌های تلویزیونی و بازی‌های رایانه‌ای استفاده کرده‌است.
جیمی فاکس در نقش این شخصیت در فیلم های مرد عنکبوتی شگفت‌انگیز ۲ (۲۰۱۴) و مرد عنکبوتی: راهی به خانه نیست (۲۰۲۱) حضور پیدا کرده است.